# Il vaut mieux coucher avec une sirène que de dormir la fenêtre ouverte
Pour plus de détails, voir Fiche technique et Distribution.
Il vaut mieux coucher avec une sirène que de dormir la fenêtre ouverte (titre original : Die fleißigen Bienen vom fröhlichen Bock) est un film allemand réalisé par Hans Billian, sorti en 1970.

## Synopsis
Le père de Renate veut vraiment marier sa petite fille. C'est un père extrêmement soucieux des affaires, il a déjà en ligne de mire ce qu'il considère comme un gendre adéquat pour Renate. Cependant, la fille n'a aucune envie de se marier et évite le mariage arrangé en s'enfuyant, ce qui l'emmène d'abord dans un lac du sud de l'Allemagne. Dans une taverne, elle rencontre une serveuse avec qui elle échange son travail. Dans son nouveau poste, Renate veut d'abord observer secrètement le futur mari qui vient ici et voir qui son père a choisi comme époux. Et comme il y a d’autres hommes qui viennent ici, cela vaut peut-être la peine de faire une ou deux comparaisons. Bientôt, les vaudevilles et les confusions sexuelles s'ensuivent jusqu'à ce que les bonnes personnes se trouvent enfin et que les anneaux puissent être passés aux doigts.

## Fiche technique
- Titre original : Die fleißigen Bienen vom fröhlichen Bock
- Titre français : Il vaut mieux coucher avec une sirène que de dormir la fenêtre ouverte
- Réalisation : Hans Billian
- Scénario : Hans Billian
- Musique : Gert Wilden
- Costumes : Katarina Witte
- Photographie : Dieter Wedekind (de)
- Montage : Helga Borsche
- Production : Gunter Otto
- Société de production : Gopa-Film, Romano-Film
- Société de distribution : Gloria Filmverleih
- Pays d'origine :  Allemagne de l'Ouest
- Langue : Allemand
- Format : Couleur - 1,66:1 - mono - 35 mm
- Genre : Érotique
- Durée : 90 minutes
- Dates de sortie :
  -  Allemagne de l'Ouest : 21 août 1970.
  -  Pays-Bas : 8 avril 1971.
  -  France : 1er mars 1973[2].

## Distribution
- Michaela Martin : Renate
- Henry van Lyck : Rudi Rasch
- Rosemarie Lindt : Christina Raunzinger
- Gerd Frickhöffer : Leichtmann
- Rudolf Schündler : Lorenzen
- Ursula Blauth (de) : Ingrid, professeure de natation
- Laurence Bien : Rainer Winkler
- Tox Jackobus : Bob
- Ingeborg Steinbach : Senta
- Elfi Jannick : Rosi
- Nina Janouska : Flavia
- Tina Nelson : Hannelore
- Beppo Louca : Raunzinger
- Werner Cartano (de) : Zwenzau
- Robert Fackler : Eberhard, policier
- Alexander Höller (de) : un prétendant de Hannelore
- Peter Uwe Arndt : Theobald, policier
- Gerhard Marcel : un prétendant de Rosi
- Willy Krause : Hinnerk
- Ruth Eiben : la femme de Hinnerk
- Heinz Plate (de) : le directeur du café
- Christel Gogoll :  Sonja

## Production
Il vaut mieux coucher avec une sirène que de dormir la fenêtre ouverte est tourné au printemps 1970 à Baden-Baden et présenté le 13 août 1970 à la FSK qui l'interdit aux mineurs, diffusé une semaine plus tard.